# قانون ثورسون
قانون ثورسون (به نام گونار تورسون توسط SA Mileikovsky در سال ۱۹۷۱ نام‌گذاری شد) یک قانون بوم‌شناختی است که بیان می‌کند که بی‌مهرگان دریایی اعماق دریا در عرض‌های جغرافیایی پایین تمایل به تولید تعداد زیادی تخم دارند که به سمت لجه (اغلب پلانکتوتروف [تغذیه پلانکتون)] می‌شوند. لاروهای پراکنده، در حالی که در عرض‌های جغرافیایی بالا، چنین جاندارانی تمایل دارند که تخم‌های لسیتوتروف (تغذیه با زرده) کمتر و بزرگ‌تر و فرزندان بزرگتر تولید کنند، اغلب با زنده‌زایی یا تخم‌زنده‌زایی، که اغلب زاییده می‌شوند.